# Bahnhof Berlin Landsberger Allee
Der Bahnhof Berlin Landsberger Allee ist ein Haltepunkt der Berliner S-Bahn an der gleichnamigen Straße. Die im Ortsteil Prenzlauer Berg gelegene Station gehört zur Berliner Ringbahn und befindet sich unweit des Velodroms und der Schwimm- und Sprunghalle im Europasportpark. Der Bahnhof ist zugleich Umsteigepunkt zu einigen Linien der Straßenbahn Berlin.

## Geschichte

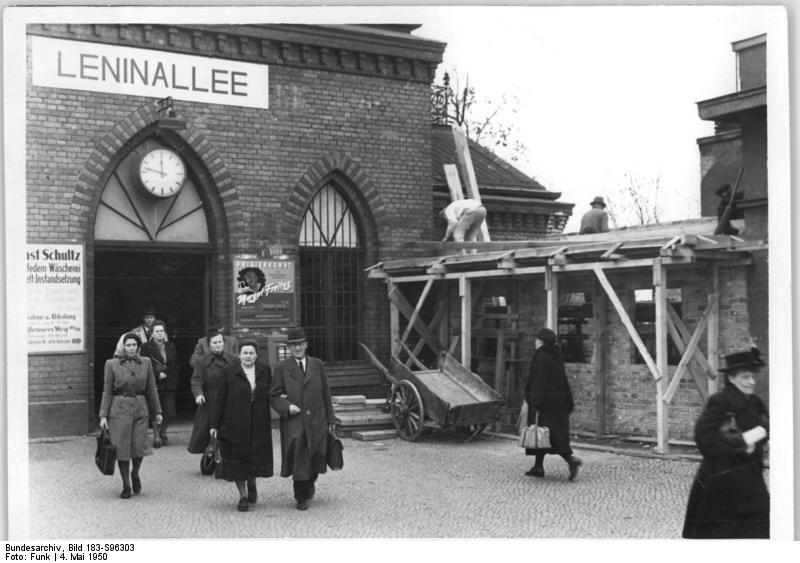
Alter Eingang, 1950

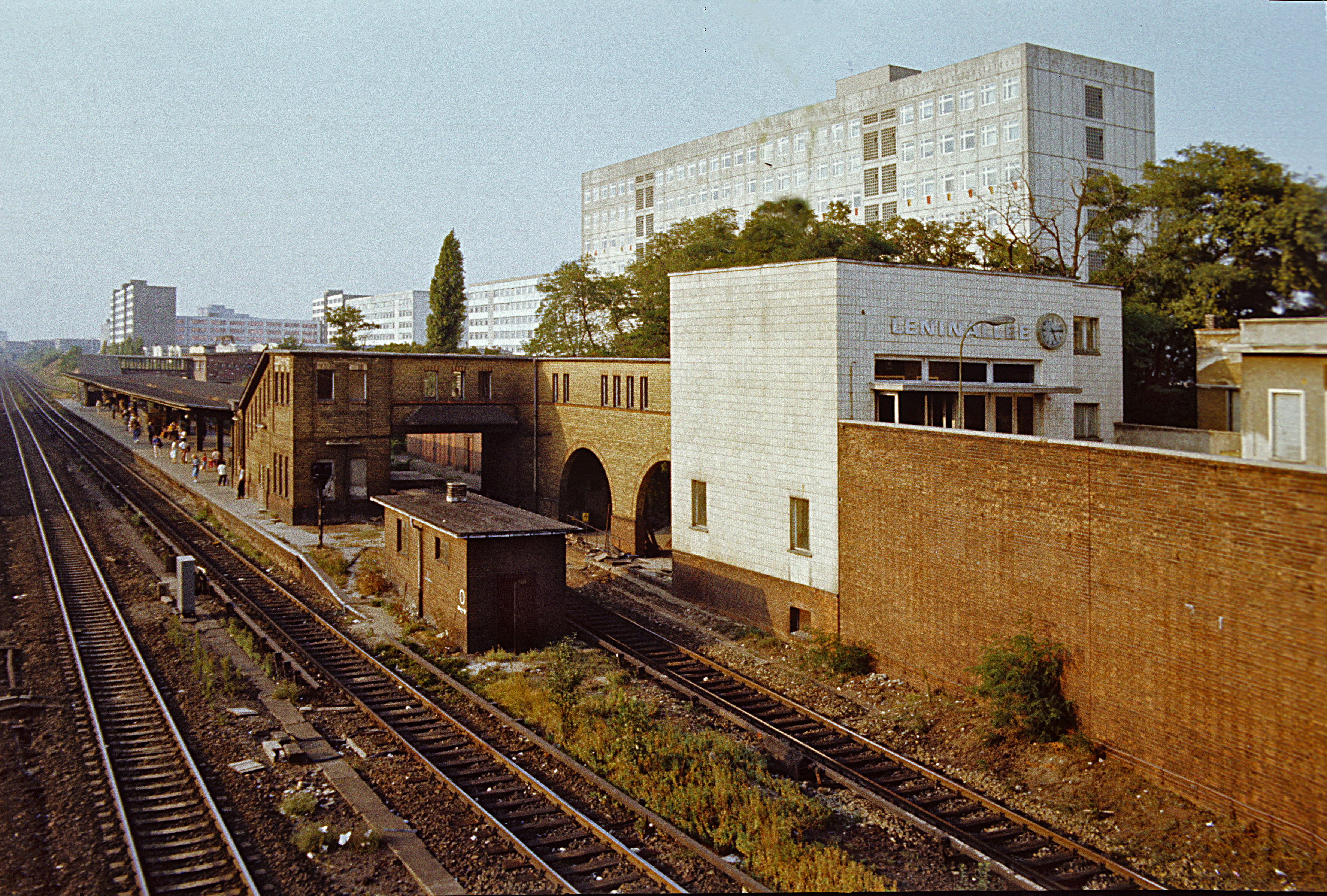
Zugangsbauwerk, 1986

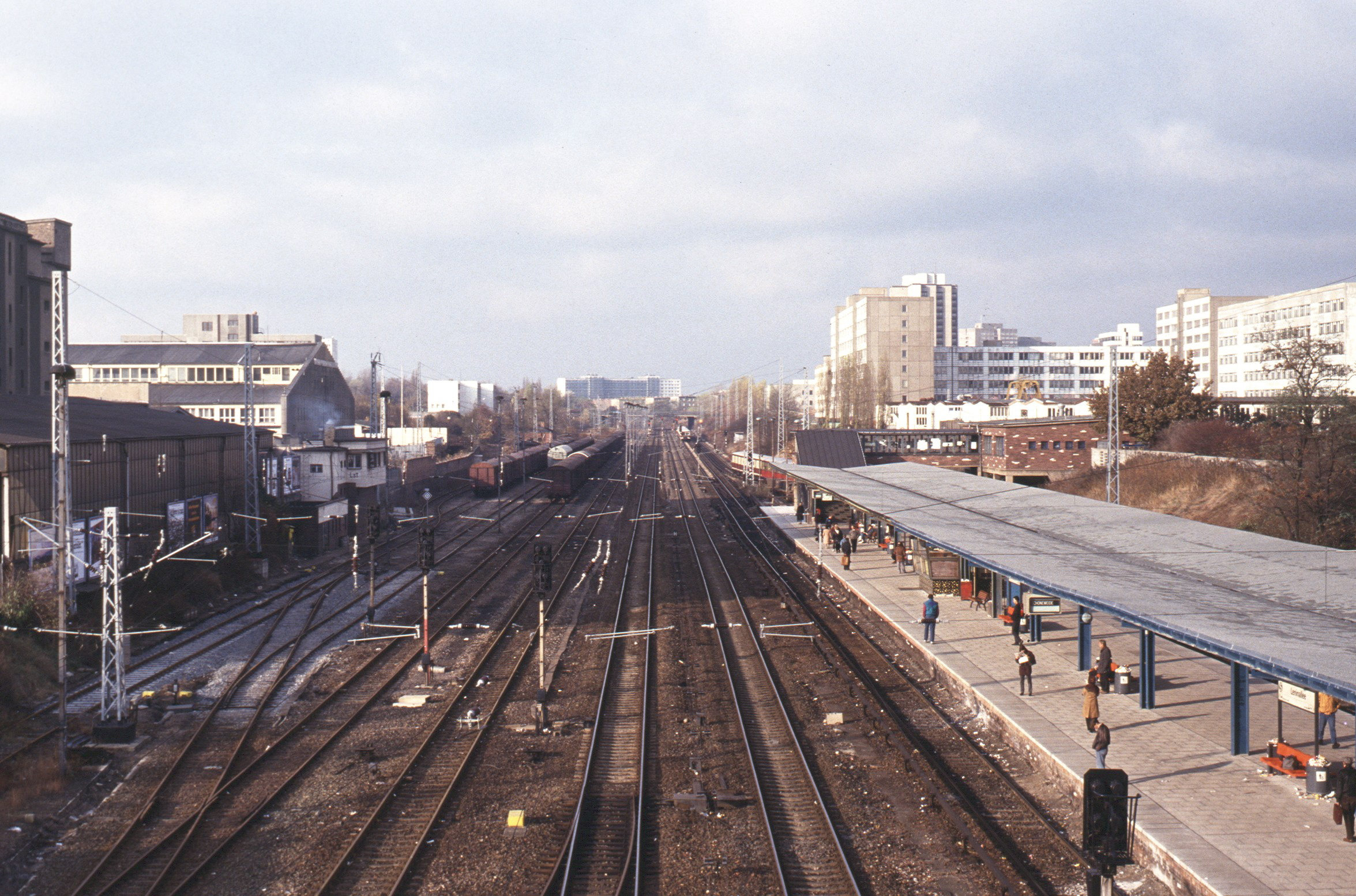
Bahnhof Leninallee, 1991

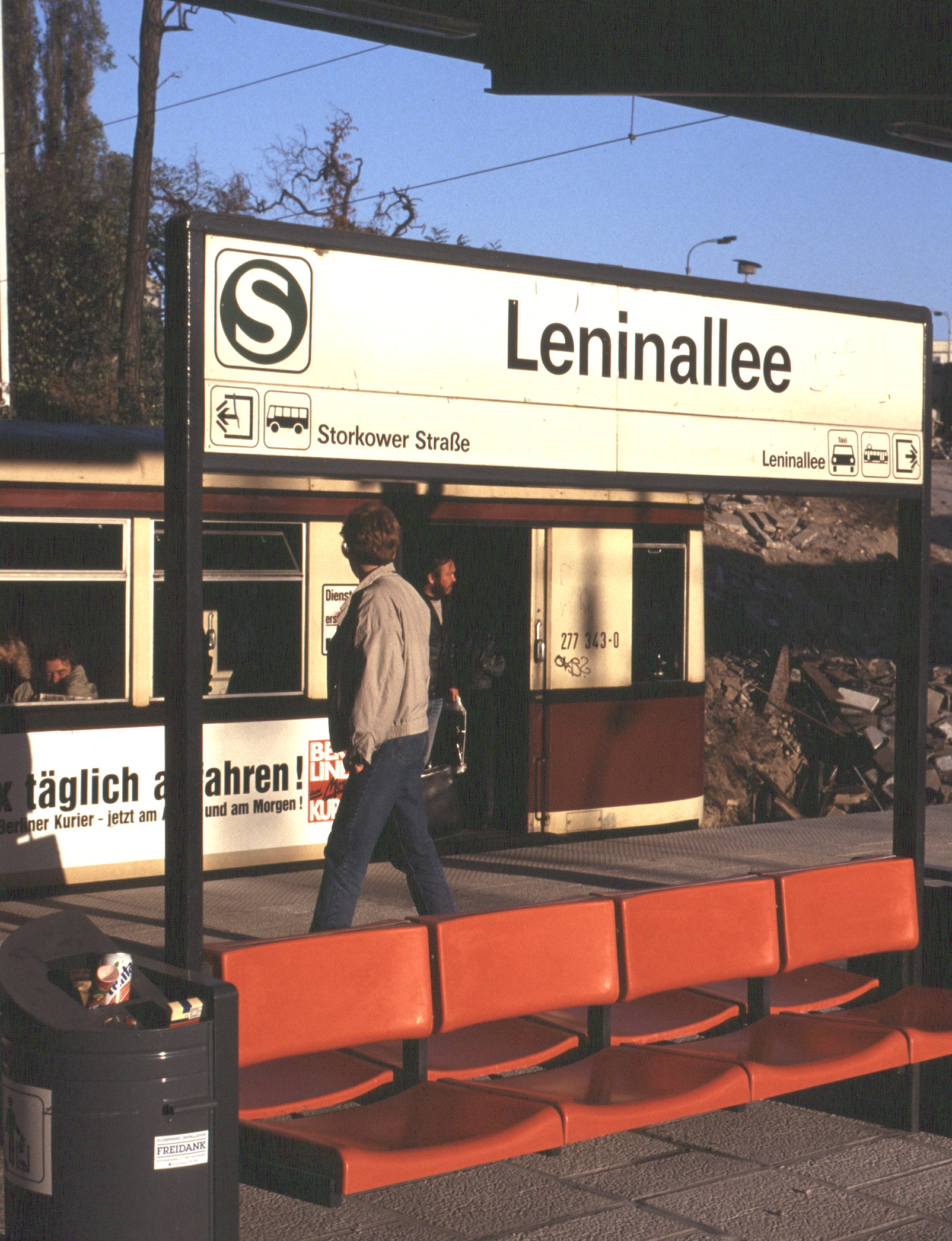
Stationsschild, 1991

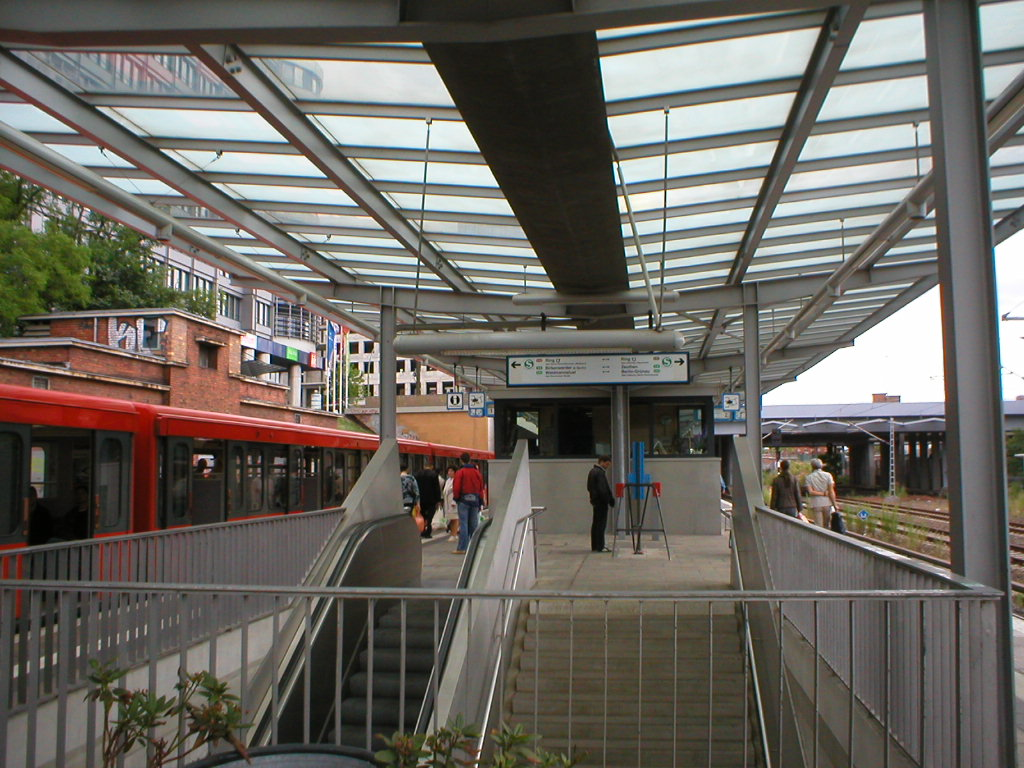
Im Vordergrund ist der unterirdische Zugang zur Schwimm- und Sprunghalle im Europasportpark und zum Velodrom zu sehen

Der Ringbahnhof wurde am 1. Mai 1895 eröffnet. Neben einem Bahnsteig erhielt die Anlage ein Empfangsgebäude mit Klinkerfassade sowie einen befestigten Zugang zum Bahnsteig (andere Bahnhöfe verfügten über den üblichen „Gewächshausgang“). Mit der Inbetriebnahme der Straßenbahn Berlin–Hohenschönhausen am 21. Oktober 1899 entstand eine Umsteigemöglichkeit zur Straßenbahn. Der preußische Eisenbahnfiskus sicherte der Betreibergesellschaft dieser Bahn die Benutzung der Ringbahnbrücke gegen eine jährliche Gebühr auf unbestimmte Zeit zu.
Das Empfangsgebäude dieses Bahnhofs erlitt im Zweiten Weltkrieg schwere Beschädigungen, konnte aber durch Reparaturen weiter genutzt werden. 1950 erfolgte die Umbenennung der namensgebenden Straße von Landsberger Allee in Leninallee, der Bahnhof wurde mit umbenannt. Ein Jahr später erhielt der Bahnhof am nördlichen Ende einen zweiten Zugang von der Storkower Straße aus.
Am 9. September 1961 fuhr eine S-Bahn auf eine andere im Bahnhof haltende S-Bahn auf. Dabei wurden mehrere Reisende leicht verletzt.
Im Jahr 1968 musste das marode Empfangsgebäude abgetragen und durch einen schlichten Neubau ersetzt werden. Dieser Eingang wurde Ende der 1980er Jahre abgerissen, dafür erhielt der Bahnsteig gesonderte Zugänge von beiden Straßenseiten der damaligen Leninallee aus sowie von der Straßenbahn, die über die gleichnamige Brücke fährt.
Obwohl nach dem Mauerfall und der verwaltungstechnischen Neuordnung Ende der 1990er Jahre große Flächen neben den Zugängen mit Geschäftshäusern bebaut wurden, besteht die Zugangssituation so auch weiterhin. 1992 wurde der Bahnhof wieder in ‚Landsberger Allee‘ zurückbenannt.

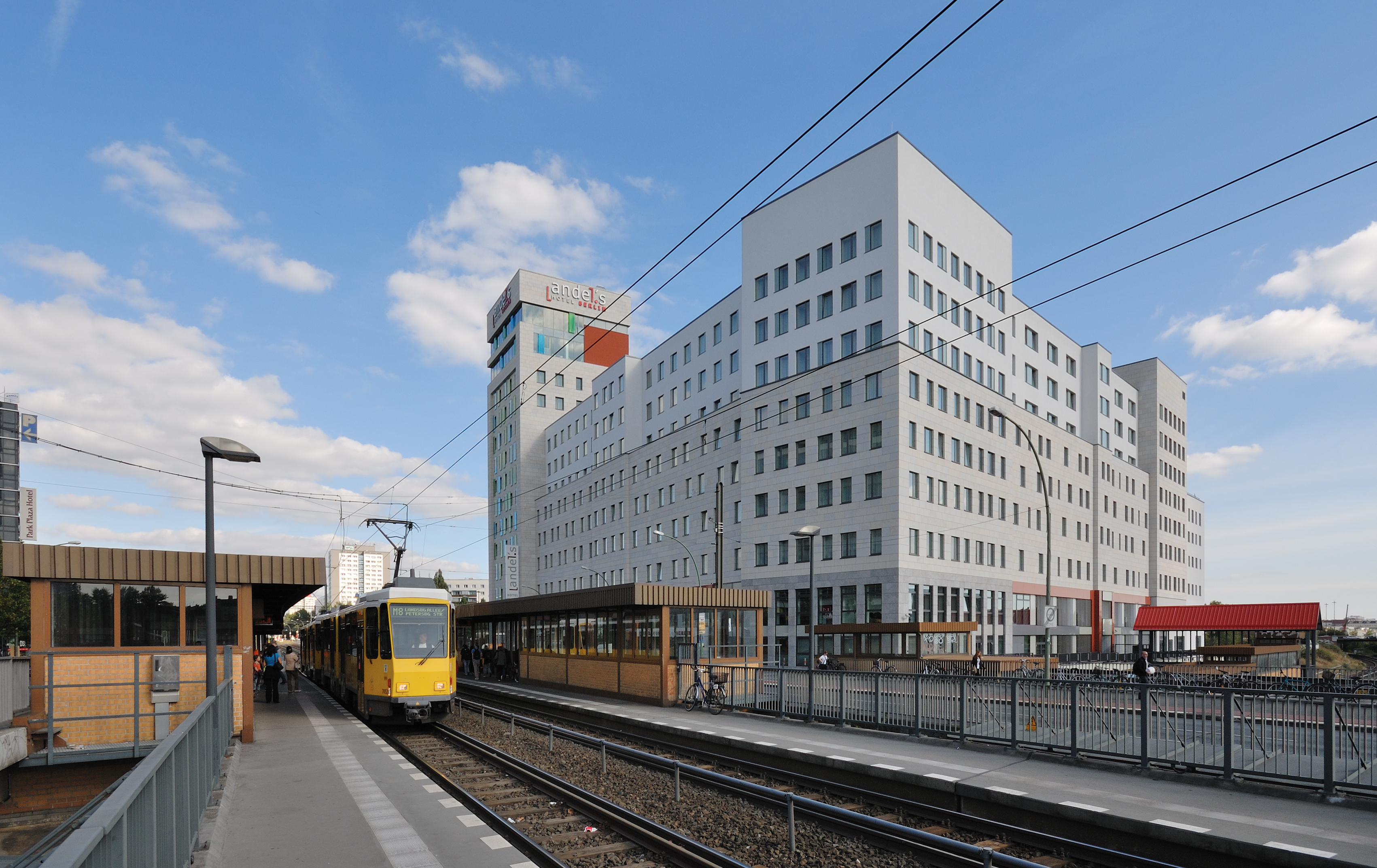
Straßenbahnhaltestelle mit Blick auf die Landsberger Arkaden

Der Umsteigepunkt zwischen Straßenbahn und S-Bahnhof besteht aus drei Zu- bzw. Abgängen und zwar von jeder Fußgängerseite der Brücke und einem direkten Zu-/Abgang von der Haltestelleninsel. Dieser Gang war bis zum Februar 2022 nur über eine Treppe nutzbar. Die BVG als verantwortliche Betreiberin der Straßenbahn hat im Februar 2022 eine Aufzugsanlage in Betrieb genommen, die die Mittelbahnsteige der Straßenbahn mit der Fußgängerunterführung zum S-Bahnsteig verbindet und nun barrierefrei nutzbar ist. Der Bau des Aufzugs dauerte zwölf Jahre und kostete 2,3 Millionen Euro. Im Anschluss an die Inbetriebnahme des Aufzugs, kam es bis Ende 2022 zur erneuten Sperrung des Aufzugs, im Kontext der Sanierung des Fußgängertunnels.

## In der Umgebung
Anlässlich der Bewerbung Berlins für die Olympischen Spiele 2000 errichtete der Berliner Senat unweit des Bahnhofs das Velodrom sowie die Schwimm- und Sprunghalle im Europasportpark und ließ dafür die alte Werner-Seelenbinder-Halle abreißen. Trotz der gescheiterten Bewerbung werden die beiden Gebäude erfolgreich betrieben. Mit ihrer Eröffnung wurde am Bahnsteig ein weiterer, unterirdischer Zugang zu den beiden Einrichtungen hergestellt.
Außerdem hatte ein Privatinvestor direkt an der Brücke eine große Baufläche übernommen und mit der Errichtung der Landsberger Arkaden nach Plänen von Aldo Rossi begonnen. Nach Insolvenz und einigen Jahren Leerstand mit nachfolgenden Umbauarbeiten steht hier nun das Vienna-House, ein großes Kongresshotel.

## Abfertigung und Bedienung
Am S-Bahnsteig erfolgt die Zugabfertigung durch den Triebfahrzeugführer mittels Führerraum-Monitor (ZAT-FM).
Die Berliner Straßenbahn-Linien M5, M6, M8 und 18 bilden mit dem S-Bahnhof einen Umsteigepunkt. Der S-Bahnhof wird von den Ringbahnlinien S41 und S42 sowie den Linien S8 zwischen Birkenwerder und Wildau sowie der S85 zwischen Pankow und Grünau bedient.
| Linie | Verlauf | Takt in der HVZ |
| ----- | --- | --------------- |
| ↻ ↺   | Gesundbrunnen – Schönhauser Allee – Prenzlauer Allee – Greifswalder Straße – Landsberger Allee – Storkower Straße – Frankfurter Allee – Ostkreuz – Treptower Park – Sonnenallee – Neukölln – Hermannstraße – Tempelhof – Südkreuz – Schöneberg – Innsbrucker Platz – Bundesplatz – Heidelberger Platz – Hohenzollerndamm – Halensee – Westkreuz – Messe Nord/ZOB – Westend – Jungfernheide – Beusselstraße – Westhafen – Wedding – Gesundbrunnen | 05 min          |
|       | Birkenwerder – Hohen Neuendorf – Bergfelde – Schönfließ – Mühlenbeck-Mönchmühle – Blankenburg – Pankow-Heinersdorf – Pankow – Bornholmer Straße – Schönhauser Allee – Prenzlauer Allee – Greifswalder Straße – Landsberger Allee – Storkower Straße – Frankfurter Allee – Ostkreuz – Treptower Park – Plänterwald – Baumschulenweg – Schöneweide – Johannisthal – Adlershof – Grünau (– Eichwalde – Zeuthen – Wildau)                            | 20 min          |
|       | Frohnau – Hermsdorf – Waidmannslust – Wittenau (Wilhelmsruher Damm) – Wilhelmsruh – Schönholz – Wollankstraße – Bornholmer Straße – Schönhauser Allee – Prenzlauer Allee – Greifswalder Straße – Landsberger Allee – Storkower Straße – Frankfurter Allee – Ostkreuz – Treptower Park – Plänterwald – Baumschulenweg – Schöneweide (– Johannisthal – Adlershof – Grünau)                                                                         | 20 min          |